# Los Dulces Nombres
Los Dulces Nombres es una localidad del estado mexicano de Guanajuato. Es parte del municipio de Santa Cruz de Juventino Rosas.

## Demografía
| Gráfica de evolución demográfica |
|                                  |

| Censo | Población |
| ----- | --------- |
| 1950  | 25        |
| 1960  | 36        |
| 1970  | 54        |
| 1980  | 87        |
| 1990  | 122       |
| 2000  | 568       |
| 2010  | 1 258     |
| 2020  | 1 309     |